# آندری ماکارویچ
آندری ماکارِویچ (روسی: Андре́й Вади́мович Макаре́вич؛ زادهٔ ۱۱ دسامبر ۱۹۵۳) خواننده، شاعر، آهنگ‌ساز، مجری تلویزیون، هنرپیشه، معمار، نویسنده، تهیه‌کننده موسیقی و مجری رادیو اهل کشور اتحاد جماهیر سوسیالیستی شوروی سابق و روسیهٔ کنونی است. وی مؤسس قدیمی‌ترین گروه موسیقی روسیه که «ماشین زمان» نام دارد، می‌باشد. این گروه موسیقی همچنان فعال است.

## جوایز
این هنرمند برندهٔ جایزهٔ هنرمند مردمی روسیه شده است.